# Aleksandra Komacka
Aleksandra Komacka, po mężu Kowalik (ur. 12 grudnia 1959 w Warszawie, zm. 22 lutego 2000) – polska koszykarka, wicemistrzyni Europy juniorek (1977) i seniorek (1980).

## Kariera sportowa
Była zawodniczką AZS-AWF Warszawa (do 1981) i Polonii Warszawa (1981-1990), w latach 1978-1980 wystąpiła 10 razy w reprezentacji Polski seniorek, a jej największym sukcesem było wicemistrzostwo Europy w 1980. W 1977 została również wicemistrzynią Europy juniorek.